# سيرا راميريز
سيرا أليكسا راميريز (بالإنجليزية: Cierra Alexa Ramírez)‏ هي ممثلة ومغنية أمريكية ولدت في يوم 9 مارس 1995 في مدينة هيوستن في تكساس في الولايات المتحدة، مثلت في عدة أفلام ومسلسلات، ومثلت دور ماريانا أدامس فوستر في مسلسل ذا فوسترز في 2013، كما مثلت دور إيزابيل في مسلسل سي إس آي: ميامي ومثلت دور آني ماري في مسلسل ربات بيوت يائسات في سنة 2006، ومسلسل الحياة السرية لمراهقة أمريكية في سنة 2012.

## روابط خارجية
- سيرا راميريز على موقع IMDb (الإنجليزية)
- سيرا راميريز على موقع روتن توميتوز (الإنجليزية)
- سيرا راميريز على موقع ألو سيني (الفرنسية)
- سيرا راميريز على موقع أول موفي (الإنجليزية)
- سيرا راميريز على موقع أول ميوزيك (الإنجليزية)
- سيرا راميريز على موقع ديسكوغز (الإنجليزية)
- سيرا راميريز على موقع قاعدة بيانات الفيلم (الإنجليزية)